# 羅剎

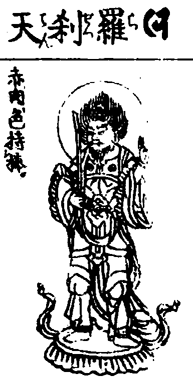
佛教的羅刹天像，繪於日本天明三年（1783年）。

日惹塞乌寺的罗刹雕塑。其中一个巨大的罗刹石像，保护寺庙免受邪靈侵擾。

羅剎（羅馬化：Rākṣasa），又作羅刹姿、羅叉娑、罗刹娑、罗乞察娑、阿落刹娑等，意译为可畏、速疾鬼、护者。罗刹女称罗叉西、罗刹悉。印度教神话体系中一种常见的鬼神（其他鬼神包括阿修罗和毕舍遮等），在佛教中被归屬於有福德、威神力的強大鬼神，爲四大天王多闻天王的手下，也是密宗十二天中西南方的護法神，称爲罗刹天，別名涅哩底，又作泥哩底王、禰哩底王。

## 印度教
婆罗门教（印度教的前身）经典《梨俱吠陀》裡就已经提到罗刹。《梨俱吠陀》说，罗刹和夜叉是由生主的两只脚的脚趾所生，罗刹是夜间活动的怪物，侵袭人类，妨碍祭祀。祂们被形容为像猫头鹰、兀鹫或狼一样捕食人；人们还乞求因陀罗和苏摩杀光罗刹与罗刹女。相传原为印度土著民族之名称，雅利安人征服印度后，遂成为恶人之代名词，演变为恶鬼之总名。罗刹男为黑身、紅髮、绿眼，罗刹女则如绝美妇人，富有魅人之力，专食人之血肉。

### 罗刹与夜叉
罗刹是一类吃人的怪物，相传和夜叉是由生主的两只脚的脚趾所生，两者一直互相争斗。

### 罗刹与阿修罗
罗刹与阿修罗都是男性醜陋、女性美丽的怪物，其间最主要的区别是，阿修罗是与提婆天神为敌，而罗刹则主要侵扰人类。概因阿修罗本来是天神中的一族，后来才被贬斥为天魔。

### 罗刹女
与男性罗刹经常被想象为紅髮青面獠牙的怪物不同，罗刹女（当她变成人形时）据说是“绝妙者”，长相美丽。如史诗《摩诃婆罗多》中，怖军之妻希丁芭就是一个美貌的罗刹女，并生有一子名瓶首。
虽罗刹女长相美丽，却象徵着破壞、不幸、災禍，被視同死亡之后（本义是死亡）。一般又視之為疾病、危險、恐怖之神婆耶（梵：Bhaya）或「地獄之母」。其威力甚鉅，甚或可超越災禍，而成為地府之支配者。

## 佛教
《楞嚴經》認為罗刹爲具有神通力，可疾飞或速行；吸收爲护法神，列入八部众，是四大天王多闻天王手下。
佛教也认为罗刹女美丽而凶狠，在《佛本行集经》四十九卷、《出曜经》〈如来品〉等佛经中记载祂们装饰华丽，以引诱人们上当受其捕食。
罗刹形象在密宗中多作男身，在十二天中被稱為“羅剎天”，係一手執刀刃，骑白狮，呈恐怖形之鬼王名。
三十六种饿鬼里排第二十六位的饿鬼也是罗刹鬼。

## 影响

### 民间传说
羅剎的概念随着印度文化和佛教文化的扩散而传播到东亚和东南亚，被认为是吃人的怪物，在中国民间文化中也深入人心，以前故事就有山里有许多吃人的罗刹的。
《幽明录》里，第253篇《罗刹》讲，宋时有一国，与罗刹相近，罗刹数入境，食人无度，国王与罗刹约定定期由各家送人与之。
纪晓岚《阅微草堂笔记》中记载了一则遭遇罗刹女鬼的传闻。
《西遊記》中三借芭蕉傘故事稱鐵扇公主為羅剎女。

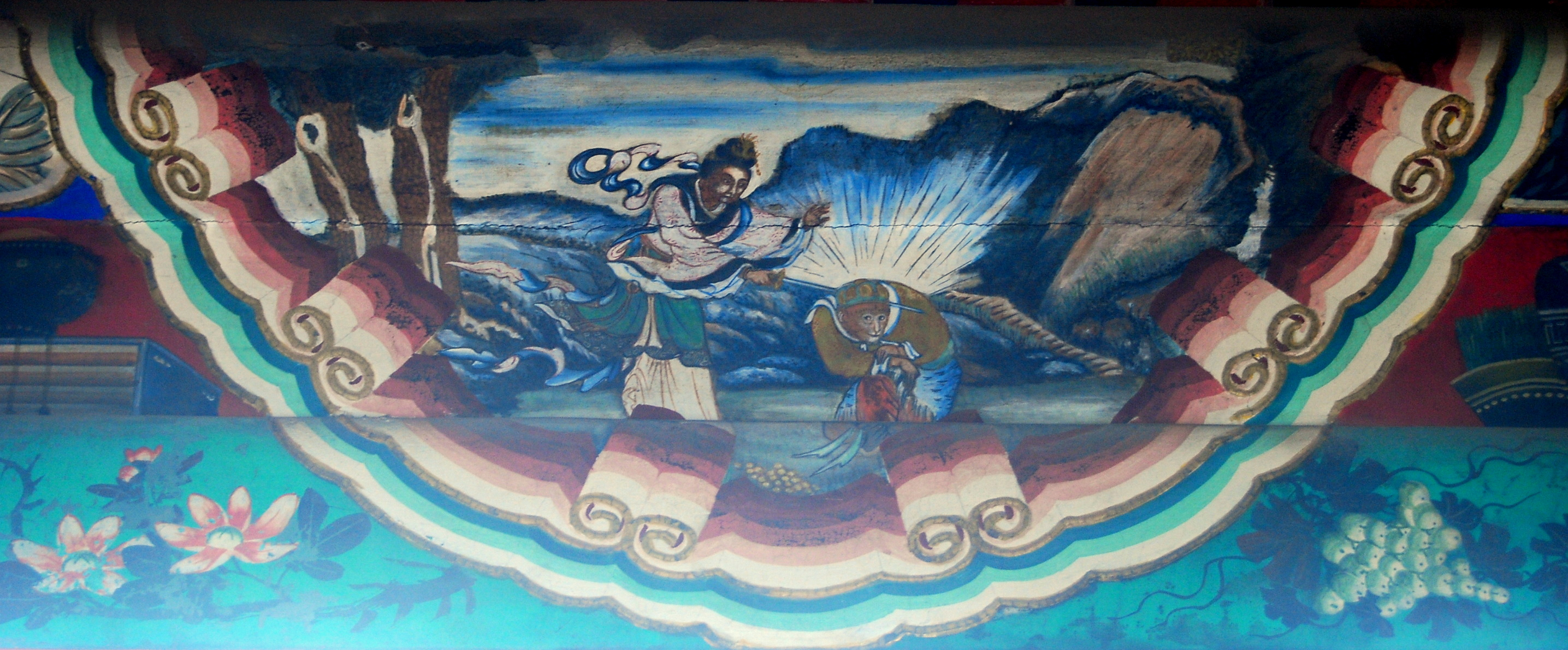
鐵扇公主和孫悟空

在印度尼西亚民间传说《聪明的鼠鹿》中，弱小的鼠鹿曾以智慧杀死了一头罗刹。

## 其他
學者記載元朝时，有俄罗斯探险队遇险，倖存者逃到中国境内，当地人见其紅髮、白面，惊恐认为是恶鬼，又因俄罗斯国名（Rossiya）發音近“罗刹”，汉人就将俄罗斯翻译爲罗刹国，此称在清朝文献中多见。清初称罗刹。

清朝的罗刹（俄罗斯）地图

### 註释
1. 1 2  蘇慧廉. . 1937年.
2. ↑  《古代印度文艺理论文选》，金克木著，11页
3. ↑  《梨俱吠陀》，第7卷，CIV
4. ↑  《辞海》，1979年版，缩印本1680页
5. ↑  《摩诃婆罗多》，初篇143章
6. ↑  《楞严经》：情少想多，轻举非远，即为飞仙、大力鬼王、飞行夜叉、地行罗刹，游于四天，所去无碍。其中若有善愿善心，护持我法；或护禁戒，随持戒人；或护神咒，随持咒者；或护禅定，保绥法忍；是等亲住如来座下。
7. ↑  徐华龙. . 上海文艺出版社. 1991年: 108. ISBN 9787532108121.
8. ↑  慧琳，《一切经音义》：“罗刹，此云恶鬼也。食人血肉，或飞空、或地行，捷疾可畏。”
9. ↑  肖若木. . 华夏出版社. 2011年3月. ISBN 9787508062143.
10. ↑  荣小措,张晓倩.《幽明录》中的现实境像.商洛师范专科学校学报.2005年S1期
11. ↑  《印度尼西亚民间故事》，许友年译，“聪明的鼠鹿”篇
12. ↑  郭文深. . 江淮论坛. 1001-862X(2010)03-0105. “罗刹”是清朝初年中国人对俄罗斯的一种特殊称呼。陈复光说：“罗刹，时清廷呼俄罗斯人罗刹”